# Pócsmegyer
Pócsmegyer é um município da Hungria, situado no condado de Peste. Tem 13,08 km² de área e sua população em 2015 foi estimada em 2.289 habitantes.